# Prusim (województwo wielkopolskie)
Prusim – wieś sołecka Polsce, położona w województwie wielkopolskim, w powiecie międzychodzkim, w gminie Kwilcz.
W latach 1975–1998 miejscowość położona była w województwie poznańskim.

## Historia
Wieś pierwotnie związana była z Wielkopolską. Ma metrykę średniowieczną i istnieje co najmniej od XIV wieku. Po raz pierwszy wymieniana w łacińskojęzycznym dokumencie z 1386, kiedy odnotowane zostało odmiejscowe nazwisko utworzone od nazwy miejscowości Prusimsky. W 1389 odnotowano nazwę Prusyme, 1394 Przuszime, 1404 Prussim, Prussi, 1408 Pruszi, 1413 Prusszim, 1419 Pruschinie, 1419 Prusim, 1420 Prusimie, 1421 Pruschymye, 1421 Prussyme, 1427 Pruszyni, 1428 Prusym, 1435 Prusyme, 1438 Pruschim, Pruschin, 1452 Pruszym, 1469 Prusiny, 1563 Prussini, 1564 Pruszin, 1603 Prusin.
Miejscowość była wsią szlachecką należącą do lokalnych rodów szlacheckich – Koleńskich herbu Nałęcz, a później Prusimskich. W 1470 należała do powiatu poznańskiego Korony Królestwa Polskiego. W 1522 leżała w parafii Kamionna.
Pierwszy raz wieś odnotowana został przy okazji pozwu sądowego z 1386, kiedy Mirosław Prusimski noszący odmiejscowe nazwisko utworzone od nazwy wsi został pozwany przez mieszczanina poznańskiego Andrka Ponieckiego. W 1435 kasztelan kamieński Dobrogost Koleński toczył proces, który miał rozpatrzyć sąd polubowny, z Mikołajem i Andrzejem z Kamionny o granice pomiędzy Kolnem i Prusimiem a Kamionną. W 1389 Piotrek z Połajewa pozwany został przez Mścigniewa Brodziszewskiego o to, że mu nie zrezygnował zastawu w Prusimiu o wartości 40 grzywien, do czego był zobowiązany.
W latach 1404–1439 dziedzicem wsi był Dobrogost Koleński, zwany również od jej nazwy Prusimskim. W 1435 woźny sądowy zapowiedział jego dziedziny: Prusim, Mnichy, Gralewo oraz Miłostowo, których połowa należała do Dobrogosta, a druga połowa do opata paradyskiego. W latach 1447–1483 dziedzicem wsi był podsędek poznański i tenutariusz babimojski Mikołaj Koleński syn Dobrogosta. W 1481 tytułem posagu dał on swoim córkom Małgorzacie i Jadwidze wieś Prusim z zastrzeżeniem prawa wykupu za 400 grzywien.
Miejscowość wspominały także historyczne dokumenty podatkowe. W 1469 Prusim wraz z wsiami Bielsko i Kolno zapłaciły po 14 grzywien kary z powodu niezapłacenia wiardunków poboru królewskiego i niedopuszczenia do ich egzekucji. W 1508 wieś zapłaciła wiardunki wojenne z 12 łanów oraz od karczmy. W 1563 miał miejsce pobór z 18 łanów, karczmy dorocznej, jednego młyna wodnego o jednym kole oraz od jednego komornika. W 1564 w Prusimiu odnotowano 17 łanów. W 1577 pobór ze wsi zapłacił Wojciech Prusimski. W 1580 Stanisław Prusimski zapłacił pobór od 5 półłanków, 6 zagrodników, jednego komornika, niewielkiej roli karczmarskiej, jednego młyna o jednym kole oraz od pasterza, który wypasał 20 owiec.
W 1580 wieś szlachecka Prusim położona była w powiecie poznańskim województwa poznańskiego w Rzeczypospolitej Obojga Narodów.
W wyniku II rozbioru Rzeczypospolitej w 1793, miejscowość przeszła w posiadanie Prus i jak cała Wielkopolska znalazła się w zaborze pruskim. W okresie Wielkiego Księstwa Poznańskiego (1815–1848) miejscowość należała do wsi większych w ówczesnym pruskim powiecie Międzyrzecz w rejencji poznańskiej. Prusim należał do okręgu kwileckiego tego powiatu i stanowił odrębny majątek, którego właścicielem był wówczas Reich. Według spisu urzędowego z 1837 roku wieś liczyła 260 mieszkańców, którzy zamieszkiwali 25 dymów (domostw). W skład majątku Prusim wchodził wówczas także Prusimski młyn (1 dom, 7 mieszk.).

## Położenie geograficzne
Wieś leży na Pojezierzu Międzychodzko-Sierakowskim, wchodząc w skład Sierakowskiego Parku Krajobrazowego.
Prusim leży ściśle nad dwoma jeziorami:
- Młyńskim,
- Kuchennym.

Fakt ten sprawia, iż miejscowość traktowana jest jako najatrakcyjniej zlokalizowana pod względem turystycznym wieś gminy. Dzięki temu staje się coraz popularniejszym miejscem wypoczynku i aktywnej turystyki. W oparciu o zabudowania dawnego folwarku powstała Olandia, przy którym funkcjonuje skansen miniatur związany z osadnictwem olęderskim w Polsce oraz wystawa sprzętów rolniczych.
W centrum wsi umieszczono na postumencie replikę armaty czarnoprochowej z okresu wojen napoleońskich, wykonaną na podstawie obrazu Wojciecha Kossaka Bitwa pod Racławicami.

## Transport
Na terenie wsi znajduje się przystanek kolejowy.